# 鈴木ちひろ
鈴木 ちひろ（すずき ちひろ、1997年9月17日 - ）は、日本の女性モデル、タレント、レースクイーン。愛称は「ちーちゃん」。愛知県出身。

## 略歴
2019年1月の東京オートサロンでプロジェクト・ミューブースを担当した後、同年にSUPER GTとスーパーフォーミュラの2カテゴリーで「TEAM TOM'S にゃんこ大戦争ガールズ」（相方：小越しほみ）としてレースクイーン活動を開始。そのうちスーパーフォーミュラでは、ニック・キャシディが2019年の年間チャンピオンを獲得した。この年のシーズン途中、相方だった小越しほみが同年11月のSUPER GT最終戦を体調不良で欠場したため、最終戦は鈴木のみとなっていた。
2020年にティースタイルマネージメントを退所。
2021年のSUPER GTでは「apr Victoria」（相方：池永百合）30号車のレースクイーンを担当したが、同年9月より体調不良で活動休止している。
2021年9月よりレインボータウンFMのラジオ番組『SNS FUN!』に出演。

## 出演

### レースクイーン
| 年     | カテゴリー           | 所属ユニット           | 他メンバー |
| ------ | -------------------- | ---------------------- | ---------- |
| 2019年 | SUPER GT             | にゃんこ大戦争ガールズ | 小越しほみ |
| 2019年 | スーパーフォーミュラ | にゃんこ大戦争ガールズ | 小越しほみ |
| 2021年 | SUPER GT             | apr Victoria           | 池永百合   |

### イベント出演
| イベント名           | 出演年 | 備考                       |
| -------------------- | ------ | -------------------------- |
| 東京オートサロン     | 2019年 | プロジェクト・ミューブース |
| 東京ゲームショウ     | 2019年 | Xperiaブース               |
| ナゴヤオートトレンド | 2019年 |                            |
| HEAT45               | 2019年 | ラウンドガール             |
| JAPAN POKER FESTIVAL | 2021年 |                            |

### ラジオ
| 番組                           | 出演年          |
| ------------------------------ | --------------- |
| SNS FUN!（レインボータウンFM） | 2021年 - 2022年 |